# Madrilleta vera
La madrilleta vera (Rutilus rutilus) és una espècie de peix introduïda en comptades localitats de Catalunya, on encara presenta una distribució molt reduïda. És una espècie eurasiàtica. Ha estat introduïda a moltes zones arreu del món (com ara Nord-amèrica o Nova Zelanda). Té una distribució molt semblant al gardí. A la península Ibèrica es troba a la conca de l'Ebre i del Ter al seu curs mitjà i baix, també té una presència important a les conques del Cantàbric. A la península Ibèrica va ser introduïda a l'estany de Banyoles a la dècada de noranta. Es va introduir amb finalitats esportives, ja que les espècies autòctones eren escasses, cridava l'atenció les seves aletes i també per diversificar la varietat d'espècies a l'estany de Banyoles.

## Morfologia
Espècie de mida petita que sol assolir 15-20cm de longitud a Manlleu. Pot arribar a pesar un màxim de 200-300g. És un peix de cos allargat i prim, amb escates grans i poc visibles, gairebé transparents. La boca s'obre a la part inferior del cap i presenta un llavi inferior corni i arrodonit. Té els ulls de color ataronjat. Presenta una coloració verdosa a la meitat superior del cos i groguenca a la meitat inferior, separades per una línia fosca, que va des d'un extrem a l'altre del seu cos i li permet detectar preses mitjançant les petites vibracions de l'aigua. La resta del cos és de color daurat brillant, les aletes en canvi són de color vermell. És molt semblant al gardí però es pot diferenciar per les aletes, ja que les té d'un color més clar. Els mascles i les femelles maduren sexualment entre el tercer i el quart any de vida. Es diferencien només en l'època d'aparellament, ja que el mascle presenta uns bulbs al mig del front.

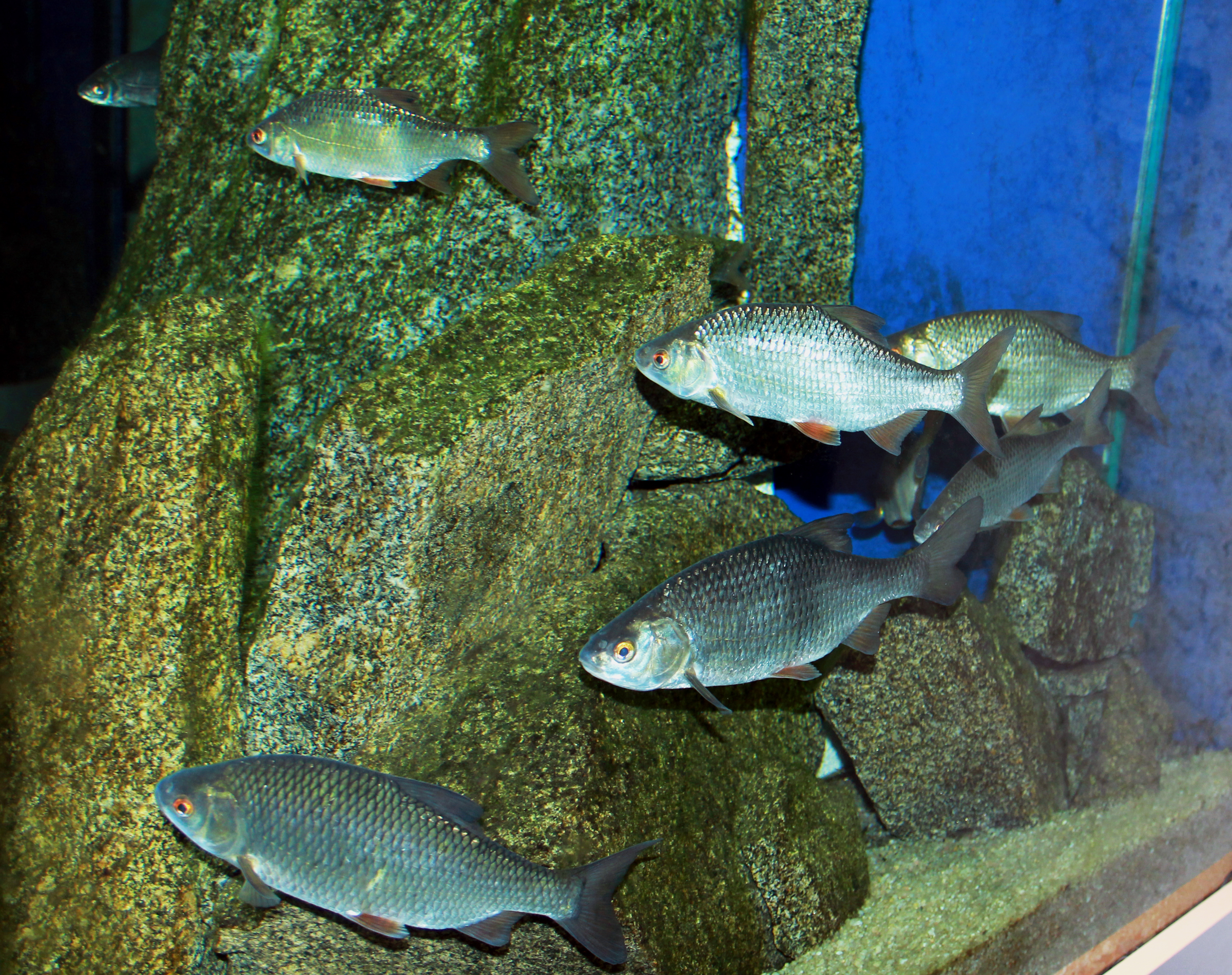
Exhibició a l'aquari Vltava a Praga

## Ecologia
Prefereix zones de corrent, entre dos i tres metres de fondària sempre amb un presència important de vegetació aquàtica.
S'alimenta majoritàriament d'algues encara que en alguns casos de larves i invertebrats.
Es reprodueix entre els mesos d'abril i juny deixant els ous a les zones de grava i petites pedretes del fons del riu. Pon una mitjana d'ous entre 1.000 i 15.000. L'eclosió té lloc a la primavera. Els petits romandran propers a les zones on van néixer i als pocs dies es dispersaran per tot el riu, tarden de dos a tres anys a arribar a edat adulta. Poden formar bancs de peixos amb altres espècies, això passa sobretot en zones d'aigües calmades on s'agrupa amb alburns.